# Полет 4509 на „Чайна Саутуест Еърлайнс“
Полет 4509 на „Чайна Саутуест Еърлайнс“ е вътрешен полет в Китай от международното летище „Чънду Шуанлиу“, Съчуан, до летище „Уънджоу Йонгцян“, Уънджоу, Джъдзян в Китай. На 24 февруари 1999 г. самолетът, който лети по маршрута – „Туполев Ту-154M“, се разбива по време на заход към летище „Уънджоу Йонгцян“ и убива всички 50 пътници и 11 членове на екипажа на борда. Свидетели на катастрофата съобщават, че на височина от 700 м носът на самолета рязко се накланя надолу, машината се разпада във въздуха, разбива се в земята и експлодира.
В операционната система на управлението на машината са монтирани неправилни самозаключващи се контрагайки, които екипите по поддръжка не забелязват. Те се завъртат по време на полета и оставят движението на страничната ос неконтролируемо. Това изключва тангажа на самолета (движението „нагоре и надолу“ или „кимането“ на самолета), което и причинява катастрофата.
Полет 4509 и катастрофата на полет 2303 на „Чайна Нортуест Еърлайнс“ допринасят за решението за премахване на всички самолети „Туполев Ту-154“ в Китай от експлоатация на 30 октомври 2002 г.